# Orde van de Gouden Ster (Vietnam)
De Orde van de Gouden Ster (Vietnamees: "Huân chương Sao vàng") is de hoogste onderscheiding van de Democratische Republiek Vietnam. De decoratie werd op 6 juni 1947 ingesteld door de Noord-Vietnamese regering. In 1958 werd de Gouden Ster voor het eerst toegekend. Na de vereniging van het land onder Noord-Vietnamees bewind werd het een onderscheiding van heel Vietnam. De Orde van de Gouden Ster heeft voorrang op de Orde van Ho Chi Minh en alle andere Vietnamese orden en onderscheidingen.
Men verleent de onderscheiding die in 1958 voor het eerst werd uitgereikt aan militairen en burgers die exceptionele verdiensten hebben getoond voor de revolutionaire zaak en de Communistische Partij. De orde werd bij de hervorming van de Vietnamese orden op 26 november 2003 bewaard.

## Het versiersel
In 1947 werd vastgesteld dat het versiersel een verguld bronzen vijfpuntige ster zou zijn. Tegenwoordig heeft de ster vijf gouden punten en een centraal medaillon met een gouden ster op rode achtergrond. Het in 1947 ingestelde versiersel was een bijna exacte kopie van de ster van een "Held van de Sovjet-Unie".
De kleine vergulde ster werd naar Russisch voorbeeld op de linkerborst van een uniform of op het revers van een jas boven de andere onderscheidingen gedragen en in het dagelijks leven nooit afgelegd. Men droeg geen baton om te laten zien dat men deze onderscheiding bezat.
De moderne grotere ster aan het vijfhoekige lint wordt eveneens op de linkerborst gedragen. Wanneer de modelversierselen niet worden gedragen draagt men desgewenst een rood met gele baton die in een vergulde metalen gesp is gevat.

## Criteria voor toekenning

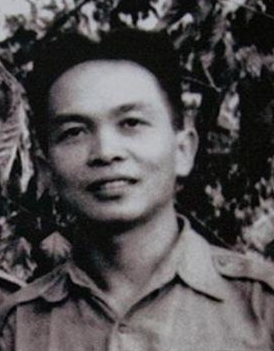
Generaal Võ Nguyên Giáp met zijn Gouden Ster en twee versierselen van de Orde van Ho Chi Minh

De criteria voor toekenning van de Orde van de Gouden Ster zijn zeer streng. Exceptionele bijdragen aan de partij en natie staan voorop, met name deelname aan de Communistische Partij van Vietnam in de jaren vóór 1935 en het vervullen van belangrijke functies in die partij, in de regering of als opperbevelhebber van de strijdkrachten.
Personen die pas na 1945 actief werden moeten om voor deze orde in aanmerking te komen Secretaris-generaal van de Communistische Partij, President van de Democratische Republiek Vietnam, Premier van Vietnam, President van de Nationale Assemblee of vóór 30 april 1975 generaal tijdens de oorlogen tegen de Fransen, Amerikanen en Zuid-Vietnamezen zijn geweest.
Onder de dragers was ook Tôn Đức Thắng.
Ook een man of vrouw die het land diepgaand had veranderd of grote veranderingen in het leger, de maatschappij, de staatsveiligheid of economie had bewerkstelligd komt voor de Orde van de Gouden Ster in aanmerking.
Over postume benoemingen beschikt de President van de Socialistische Republiek Vietnam.
De met de Orde van de Gouden Ster onderscheiden collectieven, onderdelen van de krijgsmacht of organisaties moeten op civiel of militair gebied uitstekende resultaten hebben bereikt die de Communistische Partij en het land ten goede zijn gekomen.

## Opvallende dragers van de Orde van de Gouden Ster
| Drager             | Geboorte en sterfdatum | Ambt                                                                                | Jaar van de benoeming |
| ------------------ | ---------------------- | ----------------------------------------------------------------------------------- | --------------------- |
| Tôn Đức Thắng      | 1888-1980              | President van Vietnam                                                               | 1958                  |
| Võ Nguyên Giáp     | 1911-2013              | Generaal, opperbevelhebber en Minister van Defensie                                 | 1992                  |
| Lê Duẩn            | 1907-1986              | Secretaris-generaal van de Communistische Partij van Vietnam                        |                       |
| Trường Chinh       | 1907-1988              | President van Vietnam, Secretaris-generaal van de Communistische Partij van Vietnam |                       |
| Phạm Văn Đồng      | 1906-2000              | Premier van Vietnam                                                                 | 1990                  |
| Phạm Hùng          | 1912-1988              | Premier van Vietnam                                                                 |                       |
| Nguyễn Văn Linh    | 1915-1998              | Secretaris-generaal van de Communistische Partij van Vietnam                        |                       |
| Võ Văn Kiệt        | 1922-2008              | Premier van Vietnam                                                                 | 1997                  |
| Lê Quang Đạo       | 1921-1999              | President van de Nationale Assemblee van Vietnam                                    | 2002 (postuum)        |
| Văn Tiến Dũng      | 1917-2002              | Generaal, Minister van Defensie van Vietnam                                         |                       |
| Lê Đức Anh         | 1920-                  | President van Vietnam, Minister van Defensie van Vietnam                            |                       |
| Nguyễn Hữu Thọ     | 1910-1996              | President van de Nationale Assemblee, waarnemend President van Vietnam              |                       |
| Đỗ Mười            | 1917-                  | Secretaris-generaal van de Communistische Partij van Vietnam, Premier van Vietnam   |                       |
| Nguyễn Chí Thanh   | 1914-1967              | Generaal, Directeur van het Politieke Departement van het Vietnamese Volksleger     | postuum               |
| Lê Trọng Tấn       | 1914-1986              | Generaal, Chef van de Generale Staf                                                 | 2007 (postuum)        |
| Hoang Van Thai     | 1915-1986              | Generaal, Chef van de Generale Staf                                                 | 2007 (postuum)        |
| Jambyn Batmönkh    | 1926-1997              | President van Mongolië                                                              |                       |
| Kaysone Phomvihane | 1920-1992              | President van Laos                                                                  |                       |
| Khamtai Siphandon  | 1924-                  | President van Laos                                                                  |                       |
| Fidel Castro       | 1926-2016              | President van Cuba                                                                  | 1982                  |
| Leonid Brezjnev    | 1906-1982              | President van Sovjet-Unie                                                           | 1980                  |

### Collectieve benoemingen
| Drager                          | Jaar van de benoeming             |
| ------------------------------- | --------------------------------- |
| De stad Hanoi                   | Tweemaal, waarvan eenmaal in 2004 |
| Het Vietnamese Volksleger       | Driemaal                          |
| De Volkspolitie                 | Driemaal, in 1980, 1985 en 2000   |
| De Medische Faculteit van Hanoi |                                   |
| Het Vietnamees Persbureau       |                                   |

Bij de collectieve benoemingen wordt de ster als vaandeldecoratie aan de vlag van de gedecoreerde eenheid bevestigd.
De benoeming geschied door het Permanent Comité van de Vietnamese Nationale Vergadering.
Het is in uitvoering en decoratiebeleid een typisch voorbeeld van een socialistische orde. De vroegere onderscheidingen van de Sovjet-Unie hebben als voorbeeld gediend.
Net als veel socialistische orden wordt de Orde van de Verdediging van het Vaderland aan een vijfhoekig gevouwen lint gedragen. De vorm is typisch Russisch en sluit niet aan bij Vietnamese tradities.